# Советский ковчег

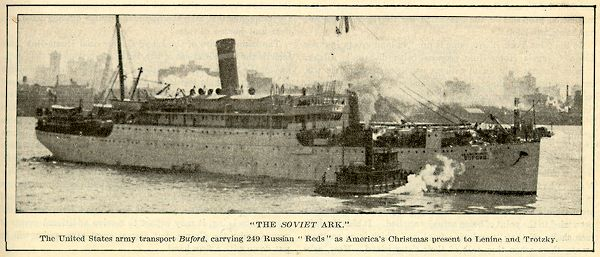
Торговый корабль Соединённых Штатов «Буфорд». Надпись: «Советский ковчег. Транспорт армии Соединённых штатов 'Буфорд' везёт в подарок Ленину и Троцкому на Рождество 249 красных»

«Советский ковчег», также «красный ковчег», — метафорическое название парохода «Буфорд», отправившегося из Нью-Йорка 21 декабря 1919 года с 249 уроженцами бывшей Российской империи, депортированными из США за политические взгляды в Советскую Россию, что стало крупнейшей депортацией из США по политическим мотивам. 184 депортированных были членами «Союза русских рабочих США и Канады», остальные принадлежали к коммунистической и социалистической партиям, десять — к «Индустриальным рабочим мира». Семь человек не имели отношения к политике.

## Политические гонения

«Чем быстрее и жёстче, тем лучше!» Карикатура в американской прессе по поводу депортации в Россию.

Ещё в 1903 году в США принимается закон «Об исключении анархистов» (en:Anarchist Exclusion Act), предусматривавший депортации иммигрантов, симпатизирующих анархистским идеям. В 1918 году этот закон дополняется также законом «Об иммиграции» (en:Immigration Act of 1918), предусматривавшим запрет въезда и депортацию неграждан, которые «не верят или противостоят любому организованному правительству».
16 мая 1918 года президент Вудро Вильсон подписал закон «О подстрекательстве к мятежу», призванный поддержать военные усилия Соединённых Штатов в Первой мировой войне, и запрещавший оскорбления правительства или армии Соединённых Штатов в военное время. Почте также разрешалось не доставлять адресатам письма, содержащие таковые оскорбления. Помимо тюремного заключения и значительных штрафов, закон также предусматривал депортации нежелательных иммигрантов.
Кроме того, в связи с вступлением США в войну в 1917 году принимается закон «О шпионаже» (en:Espionage Act of 1917), в соответствии с которым были приговорены к депортации анархисты Эмма Гольдман и Александр Беркман. В 1918 году были депортированы 37 итальянских анархистов во главе с Луиджи Галлеани, организовавшим рассылку бомб ведущим политикам США, и 55 ожидали депортации.
Закон об иммиграции, принятый 16 октября 1918 года, позволял признать радикалом и депортировать любого члена оппозиционной к власти организации. Первой из них стал «Союз русских рабочих». 7 ноября 1919 года, в годовщину Великой Октябрьской социалистической революции, были проведены массовые облавы в его отделениях. Полицейские избивали в кровь всех, кто оказался в этот день в помещениях союза, включая посетителей библиотеки. В Нью-Йоркской штаб-квартире было арестовано 360 человек. В Детройте арестованных было ещё больше, им даже не хватило места в тюрьме.

## Выдвинутые обвинения
В июне 1919 года комиссия сенатора Овермэна по расследованию антиамериканской деятельности в объёмном отчёте указала, что коммунистический режим может привести к нищете, голоду и массовому террору в США. Чтобы этого избежать, предлагалось депортировать из страны наиболее радикальных иммигрантов. В прессе зазвучали обвинения в адрес революционных элементов, «Нью-Йорк Таймс» опубликовала передовицу «Заговор против Америки». В связях с большевиками обвинили бывшего заместителя госсекретаря Уильяма Буллита.
Произведённые в ноябре «рейды Палмера» были объявлены первым шагом по избавлению страны от опасных чужеземцев: якобы при обысках у них были изъяты револьверы, бомбы, красные флаги, оборудование для подделки долларов и сами фальшивые деньги.
Обвинением к депортируемым были, как правило: «иностранец-анархист, состоял в членах организации или сотрудничал с организацией, проповедующей насильственное свержение правительства Соединенных Штатов Америки», или формулировка «может стать обузой для общества».
Помимо арестованных во время «рейдов Палмера» в число кандидатов на депортацию попадали мало причастные к революционной деятельности люди: на варшавского еврея, портного Макса Бразелию, пожаловался владелец швейной фабрики за «распространение большевистской пропаганды», члена ИРМ Харольда Бергера арестовали за то, что ругал правительство, будучи в подпитии в общественном месте, Фёдора Антончика за раздачу листовок на английском языке, которые он сам не мог прочитать из-за незнания языка. Михаил Гернет на лекции эсэрки Екатерины Брешко-Брешковской назвал ту реакционеркой за критику большевиков, был арестован и избит в полиции до потери сознания, но анархистом себя не признал. А поскольку принадлежность к Социалистической партии не являлась основанием для депортации, Гернета обвинили в том, что он может устроить беспорядки в общественном месте, после чего получить тюремный срок и таким образом стать обузой для общества.

## Подготовка к депортации

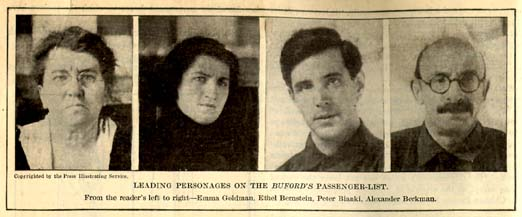
Ключевые пассажиры «Буфорда»: Эмма Гольдман, Этель Бернштейн, Пётр Бьянки, Александр Беркман

В иммиграционной тюрьме на острове Эллис задержанные организовали совет и установили коммунизм, еженедельно собирая добровольные пожертвования на покупку еды и других необходимых вещей, распределявшиеся среди нуждающихся «по потребностям». В конце ноября 1919 года около семидесяти задержанных провели пятидневную голодовку, требуя убрать решётку в комнате для свиданий, чтобы они могли прикоснуться к родным.
Поскольку у США и Советской России не было дипломатических отношений, выслать неугодных напрямую американские власти не могли и стали искать обходной путь. Первоначально посредником видели Латвию, которая в обмен на помощь с транзитом депортированных до советской границы запросила у Госдепартамента США муку, консервы и тысячу долларов прямым платежом, а также помощь в возвращении на родину 3,5 тыс. латвийских военнослужащих из Владивостока. Госсекретарь Роберт Лансинг эти требования признал чрезмерными, после чего стороны сошлись на продуктах на сумму 4 тысячи долларов, которые предлагалось отправить тем же кораблем, что и депортируемых.

## В пути
21 декабря 1919 года в 6 часов утра 249 уроженцев бывшей Российской империи, включая Эмму Гольдман и Александра Беркмана, отправились на пароходе «Буфорд» в Советскую Россию. Троих женщин (Эмму Гольдман, Этель Бернштейн и Дору Липкину) разместили в каюте, мужчин в трюме, где на полу стояла вода. В пути многие обитатели трюма болели, Томас Буханов в результате сильной простуды потерял слух. Конвоировали депортируемых инспектор Фрэнк Беркшир, восемь сотрудников иммиграционной службы, шесть офицеров и 58 солдат.
Пункт назначения капитан узнал, открыв запечатанный конверт через сутки после выхода из Нью-Йорка: ему надлежало прибыть в Киль, чтобы взять на борт немецкого офицера, который проведёт пароход через минные поля Первой мировой войны до Либавы или Риги. В Киль пароход прибыл вечером 9 января, а всего путь занял 28 дней, в течение которых пассажиры находились на положении узников: даже женщинам разрешали покидать каюту только на один час в сутки, а мужчин держали на положении заключённых, обращаясь с ними весьма жёстко.
«Буфорд» уже приближался к берегам Латвии, когда в Госдепартамент поступила телеграмма об отказе принять депортированных и просьбой отправить их в другое место, поскольку сообщение между портом Либава и российской границей отсутствует: в Латвии ещё шла гражданская война. США обратились к Финляндии, которая, хотя формально и не имела мирного договора с Россией, согласилась принять пароход в порту Ханко.
«Буфорд» прибыл в порт в 16:25, в пятницу, 16 января 1920 года. Там пассажиров «Буфорда» разместили в неотапливаемых пломбированных вагонах по 30 человек в каждом, которые охраняли часовые. Поскольку предназначенные для депортируемых продукты были разворованы, еды и питья для них почти не было: на каждый вагон было выделено только 7 армейских пайков. К полудню 19 января поезд прибыл на станцию Терийоки, где пассажиров высадили и приказали пересекать границу пешком. Некоторые опасались, что их примут за финских солдат и откроют огонь. Но на льду пограничной реки Сестра соотечественников встретили большевики во главе с секретарем Петроградского горкома РКП (б) Сергеем Зориным, который после шести лет жизни в США вернулся в Россию в 1917 году.
Большая часть американской прессы восторженно приветствовала завершение миссии «ковчега», выражая надежду, что в будущем ещё более вместительные корабли отвезут бунтовщиков по проторённой дороге.